# 새뮤얼 알리토
새뮤얼 앤서니 알리토 주니어(Samuel Anthony Alito Jr., 1950년 4월 1일~)는 미국의 법조인이며 대법관이다. 2005년 10월 31일, 연방 대법원 대법관 후보자에 지명되었으며, 2006년 1월 31일 임명되었다.

## 같이 보기
- 미국 연방 항소법원